# Gilbert Raynolds Combs
Pour les articles homonymes, voir Combs.
Gilbert Raynolds Combs, né le 5 janvier 1863 à Philadelphie et mort le 14 juin 1934 à Mount Airy, est un musicien américain.
Pianiste, organiste et joueur d'instruments à cordes, compositeur de musique pour orchestre, piano, voix et violon, enseignant, chef d'orchestre et de chœur, il est le fondateur en 1885 du Combs Broad Street Conservatory of Music à Philadelphie.

## Biographie
Gilbert Raynolds Combs est né dans une famille de musiciens à Philadelphie. Son père, Gilbert Combs, est l'un des vice-présidents de la Société Handel-et-Haydn en 1858 et siège au comité nommé par l' Assemblée générale de l'Église presbytérienne unie pour préparer son « Livre de louanges » ( Book of Praise) en 1872. Il est également pianiste, organiste et compositeur. Gilbert Raynolds Combs montre très tôt un talent pour la musique. Il étudie d'abord auprès de son père, puis auprès de plusieurs maîtres américains et européens. Il fait ses études à l'Eastburn Academy de Philadelphie. Bien qu'à l'origine destiné à la profession médicale, il décide de consacrer sa vie à la musique.
De sa quinzième à sa vingt-deuxième année, il joue activement de l'orgue, du piano et du violoncelle. Pendant douze ans, il est organiste à la Immanuel Presbyterian Church, plus tard directeur musical à la South Broad Street Baptist Church et pendant six ans organiste à la Tenth Presbyterian Church.
Le succès et la popularité de Gilbert Combs en tant qu'enseignant, ainsi que son désir d'offrir ces avantages aux élèves, l’amène à fonder en 1885 le Combs Broad Street Conservatory of Music à Philadelphie. Il en reste le directeur pendant de nombreuses années. Le Conservatoire connaît le succès dès sa création. Son corps enseignant compte environ 80 professeurs et le nombre d'élèves est de plus de 2 300. Le Conservatoire occupe cinq bâtiments sur South Broad Street.
Comme compositeur, Gilbert Combs est surtout connu pour ses pièces pour piano, mais écrit sous toutes les formes. L' Erato pour piano, dédié à Leopold Godowsky, la Romance, op. 17, Norwegian Dance, Autumn et Wind of Memory deviennent célèbres en leur temps. Sa Rêverie, op. 7, pour violon et piano, a été dédié à et souvent joué par Henry Schradieck. Ses chansons écossaises et irlandaises et de nombreuses pièces instructives pour piano et violon ont été très utilisées. Sa science du jeu de piano et ses étapes d'introduction à la science du jeu de piano ont été publiées sous forme d'un grand livre à feuilles mobiles. Son Dramatis Symphony a été joué pour la première fois en 1908. Le cadre orchestral de Sheherazade, un drame oriental, a été donné au Metropolitan Opera House de Philadelphie, en mai 1918.
Un des fondateurs de la Phi Mu Alpha Sinfonia (en), il en est le trésorier en 1901–1902 et 1903–1904 et président de 1902 à 1903 et de 1914 à 1915. Il fait partie du mouvement parmi les directeurs de conservatoires pour modeler leur société sur les clubs sociaux, intellectuels et artistiques consacrés à l'idéalisme des Lumières. De cette façon, les étudiants de leurs conservatoires peuvent bénéficier pleinement de leurs propres expériences dans les conservatoires européens.
Combs était aussi membre de toutes les organisations maçonniques,. La Grande Loge de Pennsylvanie, ayant une trace de sa présence mais pas de trace de son initiation, pense qu'il a peut-être été nommé maçon alors qu'il étudiait en Europe. Sa musique rituelle pour le 32e degré du rite écossais ancien et accepté, pour voix d'hommes et orgue, a été écrite pour le Consistoire de Philadelphie et présentée pour la première fois en 1917.